# Закон бойни
«Закон бойни» (англ. The Slaughter Rule) — американский спортивно-драматический фильм 2002 года, снятый режиссерами Алексом и Эндрю Дж. Смитами. В фильме, действие которого происходит в современной Монтане, исследуются взаимоотношения между футболистом средней школы небольшого городка (Гослинг) и его проблемным тренером (Морс). Фильм был номинирован на главный приз жюри на кинофестивале «Сандэнс» в 2002 году.

## Сюжет
Фильм «Закон бойни» рассказывает о жизни 17-летнего Роя Чайкена (Райан Гослинг) в маленьком городке в Монтане. Рой потерял своего отца и сталкивается с трудностями в школе и в своей личной жизни. Он чувствует себя изолированным и неуверенным в своих способностях.
Однажды Рой знакомится с Гидеоном Фермером (Дэвид Морс), бывшим футбольным тренером, который также прошёл через трудности в своей жизни. Гидеон предлагает Рою присоединиться к местной футбольной команде. Рой сперва колеблется, но затем соглашается.
Гидеон становится для Роя наставником и отцовской фигурой. Он обучает Роя игре в футбол и помогает ему развиваться как спортсмену. В то время как Рой развивает свои навыки на поле, он также начинает разрабатывать тёплые и доверительные отношения с Гидеоном.
Однако, по мере того как Рой становится ближе к Гидеону, он начинает осознавать сложности в их отношениях. Гидеон внезапно становится чрезмерно заботливым и контролирующим, что приводит к напряженности между ними.
По мере того, как сезон футбольной команды продолжается, напряжение между Роем и Гидеоном растёт, и это начинает влиять на Роя как спортсмена и как личность. В конечном итоге Рой вынужден сделать сложный выбор, который изменит его жизнь.

## В ролях
- Райан Гослинг — Рой Чатни
- Дэвид Морс — Гидеон Фергюсон
- Клеа ДюВалл — Скайла Сиско
- Келли Линч — Эванджелин Чатни
- Дэвид Кейл — Студебекер
- Эдди Спирс — Трейси
- Эми Адамс — Дорин

## Производство
Музыкальную партитуру к фильму написал основатель альтернативной кантри-группы Uncle Tupelo и Son Volt Джей Фаррар. Новые песни были созданы и исполнены Виком Чеснаттом и Freakwater. Также в саундтрек вошли ранее существующие песни от Райана Адамса, Uncle Tupelo и Pernice Brothers.
Съемки фильма в основном проходили в Грейт-Фоллс, штат Монтана, а также в нескольких небольших городках в окрестностях Грейт-Фоллс.
Название фильма происходит от концепции «закона бойни». Этот неформальный закон предусматривает досрочное завершение спортивного соревнования, если одна из команд опережает другую на определённое количество очков до завершения игры. Такой подход позволяет избежать дальнейшего унижения проигравшей команды.

## Релиз
- Мировая премьера фильма состоялась в январе 2002 года на кинофестивале «Сандэнс» в американском городе Парк-Сити, штат Юта.
- В прокат в США фильм вышел 11 октября 2002 года, причем сразу на DVD, минуя кинопрокат в кинотеатрах.
- В России фильм не демонстрировался в кинотеатрах и был выпущен сразу на DVD в 2005 году.
- Также фильм был представлен на ряде других кинофестивалей, в том числе в Торонто, Чикаго и Сиэтле и получил приз ФИПРЕССИ на Стокгольмском кинофестивале 2002 года[7].

## Восприятие
На агрегаторе рецензий Rotten Tomatoes фильм имеет рейтинг одобрения в 74 % на основе 31 рецензии, средняя оценка составляет 5,9/10. Критики считают, что «мрачный, но оригинальный инди-фильм „Закон бойни“ выигрывает благодаря выдающимся выступлениям Райана Гослинга и Дэвида Морса». На сайте Metacritic средневзвешенная оценка фильма составляет 65 баллов из 100 по мнению 13 критиков, что говорит о «в целом благоприятных отзывах».
Несмотря на то, что выступления Морса и Гослинга в целом были положительно оценены, сценарий получил критику в некоторых рецензиях. Стивен Холден, рецензируя фильм для газеты The New York Times, высоко оценил игру Гослинга и Морса, но отметил, что сюжет «запутан» и «не имеет сильного драматического импульса». Манола Даргис в своей рецензии для Los Angeles Times похвалила операторскую работу, но заметила, что хотя фильм обладает искренностью, сюжет «чрезмерно прозрачен».
Джо Лейдон из Variety заявил, что сценарий «играет как черновик». Однако Марджори Баумгартен из The Austin Chronicle считает, что «команда сценаристов и режиссёров близнецов Алекса и Эндрю Смитов сделала удивительно хороший дебютный полнометражный фильм».